# Dommartin-lès-Cuiseaux
Dommartin-lès-Cuiseaux település Franciaországban, Saône-et-Loire megyében. Lakosainak száma 819 fő (2022. január 1.). Dommartin-lès-Cuiseaux Frontenaud, Champagnat, Condal, Cuiseaux, Joudes, Le Miroir és Varennes-Saint-Sauveur községekkel határos.

## Népesség
A település népességének változása:
| Lakosok száma | 794  | 793  | 801  | 794  | 798  | 802  | 806  | 813  | 819  |
|               | 2013 | 2015 | 2016 | 2017 | 2018 | 2019 | 2020 | 2021 | 2022 |